# Daleszyn
Daleszyn – wieś w Polsce położona w województwie wielkopolskim, w powiecie gostyńskim, w gminie Gostyń.

## Historia
Miejscowość pierwotnie związana była z Wielkopolską. Ma metrykę średniowieczną i istnieje co najmniej od początku XIV wieku. Wymieniona w łacińskim dokumencie z 1300 „Dalesino”, 1301 „Daleschino”, 1332 „Daleoczino”, 1337 „Dalesyno”, 1356 „Dalyeschyno”, 1404 „Daleszino”, 1408 „Doleszino”.
Miejscowość ma jednak wcześniejszą metrykę niż zachowane archiwalne zapisy o niej. Archeolodzy odkryli w bezpośrednim sąsiedztwie relikty osady datowanej szacunkowo na ok. V/VIII wiek do XIII wieku oraz grodzisko wklęsłe z około VII - XIII wieku położone na lewym brzegu Kanału Obrzańskiego na północny wschód od wsi, a także kolejne grodzisko stożkowate datowane na ok. X – XIII wiek na prawym brzegu Kanału Obrzańskiego na północ od Malewa.
Początkowo miejscowość była wsią szlachecką należącą do lokalnej szlachty wielkopolskiej z rodu Lubońskich, Lubiatowskich, Osieckich, a także Daleszyńskich, którzy od nazwy wsi przyjęli odmiejscowe nazwisko. W 1441 leżała w powiecie kościańskim Korony Królestwa Polskiego. W 1301 należała do parafii Gostyń Stary.
Pierwszy chronologicznie zapis o wsi pochodzi z 1300 roku i mówi o tym, że jej posiadaczem wraz z młynem był wojewoda kaliski Mikołaj. Dokument jest ugodą pomiędzy nim, a opactwem benedyktyńskim w Lubiniu posiadającym Szczodrochowo wraz z młynem. Obie strony zamieniły się gruntami należącymi do wspomnianych wsi, które położone były na brzegu rzeki Obry oraz wyraziły zgodę na postawienie dwóch młynów na zamienionych między sobą brzegach rzeki.
W 1301 wojewoda kaliski  Mikołaj Przedpełkowic oraz dziedzic Gostynia stwierdził, że nadanie benedyktynom z Lubinia wsi Gostyń Stary wraz z młynem zwanym „Skrobacz”, a także z istniejącymi już lub w przyszłości mającymi powstać sadzawkami odbywa się bez naruszenia praw oraz bez sprzeciwu miejscowych wieśniaków z Daleszyna. W 1337 właścicielem wsi był komes Mikołaj dziedzic Gostynia, który uzupełniając przywilej lokacyjny miasta, poddał także wsie lokowane na prawie niemieckim położone w dystrykcie gostyńskim, a wśród nich m.in. Daleszyn.
W 1401 Adam Luboński z Luboni w imieniu swojego brata Mikołaja zapowiedział przez woźnego sądu ziemskiego lasy, pastwiska, oraz wszelkie pożytki i drogi w Daleszynie. W latach 1404–1405 podstoli poznański Mikołaj Lubiatowski sprzeciwił się wwiązaniu majątku „Ticzczenica” w Daleszyn oraz w Czachorowo. 1405 Bawor z Krzemieniewa prowadził spór sądowy z daleszyńskim kmieciem Janem, który otrzymał zezwolenie na sprzedaż sołectwa za 4 miesiące ale uciekł bez jego zgody, wcześniej nie dopełniając swoich obowiązków. W 1408 ludzie z Malewa, którzy od dawna poili bydło oraz łowili ryby w jeziorze „Zdbino” dostali zakaz od Mikołaja Lubiatowskiego nowego właściciela Daleszyna oraz Dusiny. W 1405 (według kopii z 1784) Mikołaj Lubiatowski zapisał wikariuszom katedry poznańskiej czynsz w wysokości trzech grzywien od sumy 30 grzywien jakie miał na Daleszynie i Lubiatowie. W 1406 prowadził spór sądowy z wdową po Bartoszu Wezenborgu wojewodzie poznańskim oraz jej synami Bartoszem i Janem o dziedziny Dusina i Daleszyn.
W 1423 dziedziców Daleszyna odnotowano przy rozgraniczeniu Dusiny i Malewa. Z 1426 pochodzi kolejna wzmianka o rozgraniczeniu Daleszyna, Dusiny i Malewa oraz wzmianka o jeziorze Zdbino, którą odnaleziono w dokumentach z XVIII wieku. W 1441 kasztelan nakielski Bartosz Wezenborg herbu  Tur z Gostynia sprzedał z prawem odkupu za 200 grzywien Jerzemu Chojeńskiemu 15,5 łana, na których gospodarowali zagrodnicy oraz karczmy w Daleszynie wraz z rybakiem, który łowił w stawie koło młyna wodnego  zwanego „Marków” stojącego nad rzeką Obrą w Daleszynie. W 1444 Janusz Wezenborg, brat zmarłego kasztelana nakielskiego Bartosza, sprzedał Janowi z Czyrmina część dóbr Gostyń, w tym m.in. część Daleszyna, na których wcześniej zapisał po 1000 grzywien posagu oraz wiana swojej żonie Małgorzacie.
W 1445 Jerzy Jurga z Chojna dał Wincentemu z Błożejewa  połowę Daleszyna, którą otrzymał z zastrzeżeniem prawa wykupu za 200 grzywien oraz 3 łany osiadłe w Ostrobodkach a w zamian otrzymał od niego całe Błożejewo. W 1483 Mikołaj Radomicki za zezwoleniem brata Jana zapisał żonie Annie Drzeczkowskiej po 500 złotych węgierskich posagu oraz wiana na wsi Daleszyn. W 1489 nastąpił podział majątku pomiędzy braci Radomickich, w wyniku którego Mikołaj Radomicki otrzymał od Jana Nankera i Bernarda wieś Daleszyn i 260 grzywien. W 1494 Mikołaj Radomicki (zwany też Daleszyńskim) zapisał swojej żonie Annie po 200 złotych węgierskich posagu i wiana na połowie Srocka Wielkiego oraz na dworze w Daleszynie. W 1509 bracia Jan i Wojciech Daleszyńscy podzielili wieś Daleszyn między siebie po połowie.
W 1448 odnotowano granicę dzielącą Szczodrochowo i Malewo, która dochodziła do Daleszyna. Kolejny zapis o wsi wzmiankowany w XVIII wieku dotyczy rozgraniczenia jakie miało miejsce w 1449 między wsiami Szczodrochowo, Stężyca, Stankowo, Osowo, Daleszyn oraz Malewo, w tym m.in. sprawy rybołówstwa w jez. Zdbino oraz użytkowania łąk, utrzymania grobli oraz zalania okolicznych gruntów.
W 1464 ogłoszony został wyrok polubownego sądu granicznego w sporze pomiędzy benedyktynami z Lubinia, posiadaczami wsi Szczodrochowo, Stężyca, Osowo i Stankowo, a Mikołajem Drzeczkowskim z Daleszyna. W rzece Obrze miał zostać wbity pal oraz usypane kopce od pala do gruszy, a dalej według naciosów uczynionych przez podkomorzego. Wyrok ustalał prawa obu stron do łowienia ryb w rzece oraz do koszenia łąk po ustąpieniu wylewów rzeki. Wymieniono kopce narożne pomiędzy Szczodrochowem, Malewem i Daleszynem oraz pomiędzy Daleszynem a Stankowem.
Miejscowość odnotowano również w historycznych rejestrach poborowych. W 1530 miał miejsce pobór z Daleszyna od 6 łanów oraz jednego koła wodnego młyna zwanego „Markowo” oraz karczmy. W 1563 pobrano podatki od 7 i 1/4 łana, dwóch karczm, jednego młyna wodnego dziedzicznego o dwóch kołach. W 1570 właścicielem we wsi był Jan Daleszyński, żonaty z Zofią, który  posiadał Daleszyn, młyn Markowo, Bojanice oraz Malewo. W 1576 podzielił się dobrami z bratem Andrzejem. W 1581 Stanisław Radzewski zapłacił pobór od 2,5 łana, 2 zagrodników, komorników, owczarza, który wypasał 22 owce, 1/4 łana roli karczmarskiej oraz od młyna Markowo odległego od wsi o jeden kilometr, a Jan Daleszyński zapłacił od 2,5 łana, 2 zagrodników, komornika oraz od 1/4 łana roli karczmarskiej.
Wieś szlachecka Dalieszino położona była w 1581 roku w powiecie kościańskim województwa poznańskiego w Rzeczypospolitej Obojga Narodów. W 1743roku właścicielem został Wawrzyniec Będorski, który w 1765 sprowadził do Daleszyna Olendrów
Wskutek II rozbioru Polski w 1793 r., miejscowość przeszła pod władanie Prus i jak cała Wielkopolska znalazła się w zaborze pruskim. W XIX wieku właścicielami wsi byli Radońscy. W 1910 dobra przejęła pruska Komisja Kolonizacyjna i rozparcelowała je pomiędzy osadników niemieckich.
W latach 1975–1998 miejscowość administracyjnie należała do województwa leszczyńskiego.
We wsi działa Szkoła Podstawowa im. Janusza Kusocińskiego.